# ناحیه بریگهپتون، میشیگان
ناحیه بریگهپتون (به انگلیسی: Bridgehampton Township) یک منطقهٔ مسکونی در ایالات متحده آمریکا است که در شهرستان سانیلاک واقع شده‌است.
 ناحیه بریگهپتون ۹۳٫۸ کیلومتر مربع مساحت و ۹۱۱ نفر جمعیت دارد و ۲۴۶ متر بالاتر از سطح دریا واقع شده‌است.